# Samvel Karapetyan
Samvel Karapetian (armênio: Սամվել Կարապետյան; 30 de julho de 1961 – 27 de fevereiro de 2020) foi um historiador, pesquisador, autor e especialista armênio em arquitetura medieval, principalmente no estudo de monumentos históricos da Armênia, Nagorno-Karabakh e das regiões ao sul do Cáucaso. Ele investigou e catalogou milhares de artefatos da história e arquitetura armênia por mais de duas décadas. Karapetyan foi diretor da filial de Yerevan da NGO Research on Armenian Architecture (RAA). Também foi um franco crítico do tratamento dado aos monumentos históricos armênios hoje presente em território turco. Argumentava de que a Turquia tem uma política intencional de negligência e destruição planejada destes monumentos. Além da Turquia, Karapetyan também acusava, apresentando evidências, a Geórgia e o Azerbaijão de deliberadamente destruir monumentos históricos armênios. Ele apresentou suas descobertas e pesquisa ao congresso dos Estados Unidos em 2007 e a Corte Europeia dos Direitos Humanos em 2008.
Em 2007, ganhou o prêmio “Armenian Presidential Humanitarian Sciences” pelo seu trabalho em literatura.
Karapetyan foi também crítico à Igreja Apostólica Armênia e advoga pela separação entre Igreja e Estado na Armênia.
Morreu no dia 27 de fevereiro de 2020, aos 58 anos.

## Trabalhos publicados
- Բուն Աղվանքի հայերեն վիմագրերը (Inscrições armênias em lápides na Albânia Caucasiana). Yerevan: Gitutiun Publishing, 1997.
- Վրաց Պետական Քաղաքականությունը և հայ մշակույթի հուշարձանները, 1988-1998 (Política Estatal da Geórgia e Monumentos Históricos Armênios, 1988-1998). Yerevan: Gitutiun Publishing, 1998.
- Armenian Cultural Monuments in the Region of Karabakh (Monumentos Culturais Armênios na Região de Karabakh). Trans. Anahit Martirossian. Yerevan: Gitutiun Publishing, 2001.
- Ջավախքի Պատմական Հուշարձանները (Os Monumentos Históricos de Javakhk). Yerevan: Gitutiun Publishing, 2001.
- Կովկասյան թանգարանի Հայկական հավաքածուն (A Coleção Armênia no Museu do Cáucaso). Yerevan: Gitutiun Publishing, 2004.
- Հյուսիսային Արցախ (Norte de Artsakh). Yerevan: Gitutiun Publishing, 2004.
- Հայերը Կախեթում Os Armênios de Kakhetia). Yerevan: Gitutiun Publishing, 2004.